# Râmnicu Vâlcea
Râmnicu Vâlcea er en by, administrativt center i Vâlcea distrikt i Rumænien. Byen har 93.151(2021) indbyggere.
Byen er kendt for sin kvindehåndboldklub CS Oltchim Râmnicu Vâlcea, der 17 gange er blevet rumænsk mester.